# Wiewiórolotka srebrzysta
Wiewiórolotka srebrzysta (Anomalurus beecrofti) – gatunek ssaka z rodziny wiewiórolotkowatych (Anomaluridae) występujący w lasach tropikalnych centralnej i zachodniej Afryce.

## Zasięg występowania
Wiewiórolotka srebrzysta jest szeroko rozpowszechniona w zachodniej i środkowej Afryce, od Senegalu na wschód po Gabon, we wschodniej Demokratycznej Republice Konga i na wyspie Bioko; również pojedyncze zapisy z północno-zachodniej Angoli, północno-zachodniej Zambii i zachodniej Ugandzy.

## Taksonomia
Gatunek po raz pierwszy naukowo opisał w 1853 roku brytyjski zoolog Louis Fraser nadając mu nazwę Anomalurus beecrofti. Holotyp pochodził z wyspy Bioko, w Gwinei Równikowej.
Niektórzy autorzy umieścili A. beecrofti w monotypowym rodzaju Anomalurops, ze względu na różne cechy czaszki. Rozpoznano trzy podgatunki, beecrofti z Bioko, argenteus od Senegalu do Kamerunu oraz fulgens z Gabonu, ale nie ma dowodów na ich ważność. Autorzy Illustrated Checklist of the Mammals of the World uznają ten takson za gatunek monotypowy.

### Etymologia
- Anomalurus: gr. ανωμαλος anōmalos „dziwny, nierówny”, od negatywnego przedrsotka αν- an-; ομαλος omalos „równy”; ουρα oura „ogon”[14].
- beecrofti: kpt. John Beecroft (1790–1854), angielski poszukiwacz przygód, handlowiec, podróżnik i przyrodnik[15].

## Morfologia
Długość ciała (bez ogona) 250–310 mm, długość ogona 160–260 mm; masa ciała 640–660 g. Zwierzę podobne do wiewiórki. Futro długie i gęste, czasem kręcone, szare, pomarańczowo nakrapiane. Na szczycie głowy biała plamka. Oczy i uszy duże, długie włosy czuciowe. Ogon koloru czarnego. Między przednimi i tylnymi łapami, a także między tylnymi łapami a ogonem rozciąga się pas luźnej skóry, który umożliwia zwierzęciu lot ślizgowy pomiędzy gałęziami.

## Ekologia

### Tryb życia
Prowadzi nocny tryb życia, dzień przesypia w gnieździe zbudowanym z gałązek i liści. Żyje samotnie lub w parach, kilka zwierząt może zamieszkiwać jedno drzewo. Na ziemi jest nieporadne, najprawdopodobniej z własnej woli nigdy nie schodzi z drzew. Żywi się korą, gałęziami, liśćmi, orzechami i nasionami.

### Rozmnażanie
Sposób rozmnażania tego gatunku nie został dobrze przebadany. Okres godowy ma miejsce prawdopodobnie pod koniec pory deszczowej. Samica rodzi zazwyczaj jedno duże, pokryte sierścią młode. Małe pozostaje w gnieździe aż do osiągnięcia pełnych wymiarów ciała, karmione przez oboje rodziców przeżutym pokarmem.